# Listă de conducători de stat din 554
550 - 551 - 552 - 553 - 554 - 555 - 556 - 557 - 558
Aceasta este o listă a conducătorilor de stat din anul 554:

## Europa
- Anglia, statul anglo-saxon Kent: Eormenric (rege, ?-?) (?)
- Anglia, statul anglo-saxon Sussex: rege necunoscut
- Anglia, statul anglo-saxon Wessex: Cynric (rege, cca. 534-cca. 560)
- Bizanț: Justinian I cel Mare (împărat din dinastia Justiniană, 527-565)
- Francii cu sediul la Metz: Theudebald (rege din dinastia Merovingiană, 548-555)
- Francii cu sediul la Paris: Childebert I (rege din dinastia Merovingiană, 511-558)
- Francii cu sediul la Soissons: Chlothar I (rege din dinastia Merovingiană, 511-561)
- Gruzia: Parsman al V-lea (suveran din dinastia Chosroidă, 547-561)
- Longobarzii: Audoin (rege din dinastia Gausiană, 546-565)
- Scoția, statul picților: Galam al II-lea Cennalath (rege, cca. 551-556)
- Scoția, statul celt Dalriada: Gabran (rege, 538?-560?)
- Statul papal: Vigilius (papă, 537-555)
- Suevii: Carriaric (rege, 550-558/559)
- Vizigoții: Agila (rege, 549-554) și Athanagild (rege, 554-567)

## Africa
- Bizanț: Justinian I cel Mare (împărat din dinastia Justiniană, 527-565)

## Asia

### Orientul Apropiat
- Bizanț: Justinian I cel Mare (împărat din dinastia Justiniană, 527-565)
- Persia: Chosroes I (suveran din dinastia Sasanizilor, 531-579)

### Orientul Îndepărtat
- Cambodgia, statul Tjampa: Rudravarman I (rege din a patra dinastie, 529?-605)
- Cambodgia, statul Chenla: Șreșthavarman (rege, cca. 545-cca. 560)
- China: Yuandi (împărat din dinastia Liang, 552-555)
- China: Feidi (împărat din dinastia Wei de vest, 552-554) și Gongdi (împărat din dinastia Wei de vest, 554-556)
- China: Wenxuan Di (împărat din dinastia Qi de nord, 550-559)
- Coreea, statul Koguryo: Yangwon (Pyongsong) (rege din dinastia Ko, 545-559)
- Coreea, statul Paekje: Song (rege din dinastia Ko, 523-554) și Widok (Ch'ang) (554-598)
- Coreea, statul Silla: Chinhung (Maekchong) (rege din dinastia Kim, 540-576)
- India, statul Chalukya: Pulakeșin I (rege, cca. 536-566/567)
- India, statul Pallava: Simhavarman al III-lea (rege din prima dinastie, cca. 550-cca. 574)
- Japonia: Kinmei (împărat, 540-571)
- Sri Lanka: Moggallana al II-lea (rege din dinastia Silakala, 537-556)
- Vietnam, imperiul Van-Xuan: Ly Quan Phuc (vuong Dao-lang) (împărat din dinastia Ly timpurie, 549-571) și Ly Quang Phuc (vuong Trieu-Viet) (uzurpator, 549-571)